# 西安丰镇
西安丰镇，是中华人民共和国江苏省扬州市宝应县下辖的一个乡镇级行政单位。

## 行政区划
西安丰镇下辖以下地区：
西安丰镇社区、集丰社区、天亭社区、朱郭村、崔渡村、南舍村、花亭村、林溪村、张吉村、苗圃村和太仓村。